# Elisabeth van Beieren (1329-1402)
Elisabeth van Beieren (1329 — Stuttgart, 2 augustus 1402) was van 1352 tot 1359 vrouwe van Verona en later prinses van Württemberg. Ze behoorde tot het huis Wittelsbach.

## Levensloop
Elisabeth was derde dochter van keizer Lodewijk de Beier van het Heilige Roomse Rijk, als Lodewijk IV tevens hertog van Beieren, uit diens tweede huwelijk met Margaretha II, gravin van Holland en Henegouwen.
Op 22 november 1350 huwde ze met Cangrade II della Scala (1332-1359), die na de dood van zijn oom Alberto II della Scala in 1352 heer van Verona werd. Het huwelijk, dat kinderloos bleef, duurde iets meer dan negen jaar; in december 1359 werd Cangrade II het slachtoffer van een moordaanslag beraamd door zijn broer Cansignorio. 
In 1362 huwde ze met haar tweede echtgenoot Ulrich van Württemberg (1340-1388), zoon en erfopvolger van graaf Everhard. Het echtpaar kreeg een zoon Everhard III (overleden in 1417). Ulrich sneuvelde op 23 augustus 1388 in de Slag bij Döffingen, vier jaar voor zijn vader, waardoor hij nooit de graventroon van Württemberg besteeg.
Elisabeth van Beieren stierf in augustus 1402, ongeveer 73 jaar oud.